# Ramnagar (Kapilvastu)
Ramnagar (nepalski: रामनगर) – gaun wikas samiti w zachodniej części Nepalu w strefie Lumbini w dystrykcie Kapilvastu. Według nepalskiego spisu powszechnego z 2001 roku liczył on 512 gospodarstw domowych i 3564 mieszkańców (1708 kobiet i 1856 mężczyzn).